# Pristimantis gutturalis
Pristimantis gutturalis là một loài động vật lưỡng cư trong họ Strabomantidae, thuộc bộ Anura. Loài này được Hoogmoed, Lynch, & Lescure mô tả khoa học đầu tiên năm 1977.
Nó được tìm thấy ở Brasil, Guyane thuộc Pháp, và Suriname. Môi trường sống tự nhiên của nó là các khu rừng đất thấp ẩm nhiệt đới và cận nhiệt đới. Loài này đang bị đe dọa do mất môi trường sống.